# 脳みそ夫
脳 みそ夫（のう みそお、1980年1月22日 - ）は、タイタン所属のお笑い芸人、摂政。男性。
千葉県白井市（旧・印旛郡白井町）出身。白井市立清水口小学校、白井市立七次台中学校卒業。コント・ユニット「THE CONTE GROUP」のメンバーでもある。

## 来歴
- 法政大学出身。在学中は落語研究会に所属していた。落語家の瀧川鯉八は落研時代の後輩[4][5]。なお、学生時代にも大手お笑いプロダクションから誘いがあったが、断っている[6]。
- 大学卒業後、3年程パチプロで生活[7]。
- いくつかのコンビの結成、解散を経て、2006年頃よりピン芸人として舞台に立つようになる[7]。
- 2007年7月、芸能事務所に所属していないお笑い芸人のトーナメント式ライブ「キングオブフリー」優勝。
- 2008年7月、構成作家の業務用菩薩が企画した「大喜利寺子屋～ノンジャンルトーナメント～」に出場。ジョニー大蔵大臣（水中、それは苦しい）、若林正恭（オードリー）らと1対1の大喜利対決。
- 2008年10月、「大喜利寺子屋2」出場。準優勝。
- 2009年8月現在、『芸人☆ウォーズ』（Studio twl）、『コンティニュー』（Studio twl）などのお笑いライブに出演中。
- R-1ぐらんぷりでは、2007年と2010年で2回戦、2016年と2017年に準決勝まで進出。
- 2012年から一時期、伽内祥人（元・我人祥太）とのコンビ『レモねぇーど』で活動[8]。
- 2013年12月28日、タイタンに所属になることを発表[9]。翌2014年よりタイタンに所属している。
- M-1グランプリでは、ギフト☆矢野とのコンビ『やのみそ夫』として2017年は3回戦、2018年は2回戦まで進出している。有田ジェネレーション（TBS）の2017年12月13日深夜放送でもやのみそ夫で出演した[10]。
- 2017年、「脳みそ夫体操」を自ら作詞・作曲（同年11月27日より配信開始）[11]。ショートムービー配信アプリ「TikTok」でこの曲をベースに作られた動画が2018年8月現在、約33万件投稿されるなどの反響を見せている[12]。翌年3月7日、同曲のCDが発売された[13]。
- 2018年4月25日、安藤美希子（重量挙げ選手）、平木理化（元プロテニス選手）と共に出身地である白井市の『しろいふるさと大使』に就任する[2]。
- 2019年10月10日、一般女性との結婚を発表[14][15]。
- 2021年3月12日、日本テレビの「スッキリ」でのコーナーVTR内で、アイヌ民族の女性を取り上げたドキュメンタリー番組を紹介した際に差別的な表現があったことについて日本テレビが謝罪し、脳みそ夫も自身のSNSで謝罪した。
- 2021年12月13日、第一子となる女児が誕生したことを発表した[16][17]。

## 芸風
脳みそ漫才
「不慮の事故で培養液に浮かんだ脳みそだけの姿になってしまった相方と漫才をする」という設定のコント。このコントでは、「脳みそ夫」という名前が、コンビ名として機能する。その後の芸名の元となったネタである。
スチールワゴンに脳の模型が入った水槽を乗せ、みそ夫がそれを押し出しながら舞台に登場し、漫才をやりたがらない相方をなだめながら進行させる。
ネタには、ドラえもんのパロディの「脳えもん」などがある。
この脳みそ漫才のネタは、計8年間やっていた。本人曰く「当時は中二病みたいな感じだった頃で、人を驚かせるのが楽しいと思ってやっていた」とのことである。
昭和CM風コント。
脳を使わないネタのひとつ。昭和時代にありがちなCMパロディのネタを行う。
半生振り返りシリーズ
有名人の半生を完全な想像で振り返るコント。
未来のアンドロイド娼婦・バーバラ
鼻メガネにエプロン、パーティー棒2本のブラジャーという姿で、トングと「チップスター」の筒を持ち、ティッシュの箱を靴にして履いたという格好のキャラクター。
OL聖徳太子
顔は聖徳太子で、OLの制服を着て、恋愛トークなどで盛り上がるという内容のものを演じるコント。「おったま遣隋使!」「びっくら古今和歌集!」などの台詞を繰り出している。このキャラは、複数要素を組み合わせてパッと設定が伝わるものをと考え、首から上は人物、下は何かの職業で一番パンチがあるものを感じたということで思い付いたという。
この他、歴史上の人物のシリーズとしては、モーツァルトに扮しての一人コントのネタも持ち、「ごめんなチャイコフスキー!」などの台詞を発している。これらのネタは見た目にこだわり、首から上は人物が、下は仕事内容が解るようにし、解りやすい人物からネタにしているとのことである。
- この他「ちびっこ石油王」、「アラサー武士」などの一人コントを演じている[20][24]。
- 「脳みそ漫才」など、デビュー当初にやっていたネタについては「この時はベタ（定番中の定番）がカッコ悪いと感じていて、解る人だけが解ればいいようなことをやっていた」して、奇天烈な設定を選んでネタをしていたと回顧し、「怪奇芸人」と呼ばれていたこともあり、アングラなお笑いライブ中心で活動していた。OL聖徳太子などのネタに転向したのには「逆に、ベタで勝負していない自分がカッコ悪いと気付いた」ということを理由としている[7]。
- ネタ中に「こんちわ〜す」「すいませ〜んす」（タコのような口の形にして言う）などといった台詞を入れることも多い[25][26]。

脳みそ夫コンボ
「バカ」など辛辣なことを言われると発動する、瞬時に言葉を連発する必殺技。「言うな！言うな！トホホ･･脳みそ夫だい！こんちわ～す！」を基本形とするが、他にもいろいろなバージョンがある。

## エピソード
- 子供の頃から漫画は『おぼっちゃまくん』を好む[7]。
- 同じ事務所の先輩の爆笑問題は『ボキャブラ天国』（フジテレビ）に出演していた頃からのファンで、高校の文化祭では爆笑問題のネタを真似たような台本を書いて演じたことがあった[24]。
- M-1グランプリ2005の1回戦にコンビ名「不気味な一週間」として出場し、「脳みそ漫才」の原型ネタを披露した。模型とのコンビだと出場資格を得られないおそれがあったため、エントリーシートには友人とのダミー写真を使い、最初は2人で登場するものの途中で事故に遭ったという設定で脳の模型を持ち込んだ。しかしまだスチールワゴンを使い慣れておらず、水槽を倒しステージにぶちまけてしまうハプニングに見舞われる。結果、1回戦敗退するものの、アマチュア出場者の中で最も印象に残ったコンビとしてNTT西日本賞を受賞。賞金1万円を獲得した[29]。
- 脳みそ漫才を8年間やっていたことで、自分の芸名に愛着も持っていたとあって脳みそ漫才を辞めた後も芸名は変えなかった。事務所の社長に「王子様」と言う芸名案を提示されたこともあったが、辞退している[30]。

## 賞レース成績
- R-1ぐらんぷり
  - 2016年　準決勝進出[31]（初の進出[32]）
  - 2017年　準決勝進出[33]

## 出演
※特に注記の無いものは、脳みそ夫としての出演

### ライブ
- お笑いLIVE『ガチャ!!』（中野芸能小劇場）
- 芸人☆ウォーズ（中野studio twl）
- コンティニュー（中野studio twl）
- 三木プロダクションライブ
- タイタンライブレア
- U-40〜阿佐ヶ谷W杯
- 天才脳みそ夫のランチタイム大喜利〜みそぎり〜
- タイタンライブ
- こんちわ～すクラブ（2017年6月29日 - 30日 東京・関交協ハーモニックホール、2018年3月10日 大阪・南堀江knave）[34][35]

以下は「THE CONTE GROUP」での出演
- 第1回公演　ユニットコントライブ（2007年10月26日）法政大学
- 第2回公演「コントグループとアニマルオールスターズ」（2008年5月5日）渋谷シアターD
- 夏休みイベント「幽霊列車 〜冥土の土産付き〜」（2008年8月16日）都電貸切ライブ
- 第3回公演「キャトルミューティレーション太郎」（2008年12月13日）BABACHOP THEATER
- 大喜利＆企画ライブ「休み時間」（2009年3月 - 7月）
- 天才・脳みそ夫が責任をもって皆様を爆笑にいざなう大喜利ライブ（2010年3月28日）中野studio twl

### テレビ
- さらば青春の光 ふぁいなる（TOKYO MX、2013年5月9日）
- スッキリ!!（日本テレビ、2018年5月11日 - 2021年3月12日）「週末ジョイHuluッス」に毎週金曜日出演。
- ぐるぐるナインティナイン（日本テレビ、2015年9月10日、2016年1月1日・2月4日、2017年1月1日）
- 笑点 特大号（BS日テレ、2015年10月21日）
- とんねるずのみなさんのおかげでした（フジテレビ、2015年11月26日、2017年8月3日）「お笑イミグレーションNEXT」
- R-1ぐらんぷり2016（フジテレビ、2016年3月6日）
- 今夜もドル箱V（テレビ東京、2016年4月19日）
- じわじわチャップリン（テレビ東京、2016年5月28日・6月4日・6月11日・6月25日・7月2日・7月9日・7月16日・7月30日・8月13日・8月20日）
- 有田ジェネレーション（TBS、2016年6月6日・6月13日・6月20日・6月27日・9月5日・11月30日・12月21日、2017年3月1日・3月8日・3月15日・4月26日・5月3日 - 9月6日[注 3]・12月13日、2018年5月2日）
- ネクストブレイク（日本テレビ、2016年6月15日）
- そこそこチャップリン（テレビ東京、2016年8月21日）
- お願い!ランキング（テレビ朝日、2016年8月24日・9月8日・9月14日・9月15日・9月21日・9月22日・9月27日・9月28日・12月22日、2017年3月2日[注 4]）
- 目指せ!! アウトレット芸人3（千葉テレビ放送、2016年8月31日）
- 本能Z（CBCテレビ、2016年9月10日、2017年4月5日）
- ぐいぐいチャップリン（テレビ東京、2016年9月23日）
- お笑いトレンディ夜会（BS朝日、2016年9月27日、2017年1月31日・7月25日、2018年3月20日）
- おはスタ（テレビ東京、2017年2月22日、2019年5月14日）
- R-1ぐらんぷり2017（フジテレビ、2017年2月28日）
- バクモン学園（テレビ朝日、2017年3月24日・4月10日・5月1日）
- ウチのガヤがすみません!（日本テレビ、2017年4月4日 - ）
- ミュージャック（関西テレビ、2017年4月7日・7月8日）
- テレビ派（広島テレビ、2017年4月19日）「まちかど伝言板」
- お笑い演芸館（BS朝日、2017年5月6日）
- にちようチャップリン（テレビ東京、2017年5月21日・7月23日、2018年4月8日）
- ウチのガヤがすみません!ゴールデン（日本テレビ、2017年6月6日）
- わらたまドッカ〜ン（Eテレ、2017年6月12日）
- 夏SUNSUN!!サンデー寄席2017・デリシャカスSP（BS-TBS、2017年7月23日）
- 人気芸能人にイタズラ!仰天ハプニング130連発!（フジテレビ、2017年10月5日）
- 5時に夢中!（TOKYO MX、2017年10月10日）
- ZIP!（日本テレビ、2017年10月26日）「SHOWBIZ RABBIT!!」
- ズームイン!!サタデー（日本テレビ、2017年12月16日）
- 前略、西東さん 聖なる夜の生放送ＳＰ　ショートコント天下一決定戦！（中京テレビ、2017年12月23日）
- 日テレプッシュ「有吉の壁　みどころ」（日本テレビ、2017年12月27日）
- 有吉の壁（日本テレビ、2017年12月29日）
- 第51回初詣!爆笑ヒットパレード2018（フジテレビ、2018年1月1日）「新春レッドカーペット」に出演。キャッチコピーは「クセになるMR.BRAIN」
- 内村てらす Season2（日本テレビ、2018年2月22日・3月1日）
- 前略、西東さん（中京テレビ、2018年2月24日・10月27日）
- ダウンタウンDX（日本テレビ、2018年3月15日）
- オールスター後夜祭'18（TBS、2018年4月1日・10月7日、2019年4月6日）
- 熱波（テレビ埼玉、2018年4月5日）
- 爆笑そっくりものまね紅白歌合戦スペシャル（フジテレビ、2018年5月11日）
- 有吉ジャポン（TBS、2018年5月11日）
- 世界一おもしろい海の家～ナナナマリーナで笑イーナ！～（テレビ東京、2018年8月27日）
- 新春!お笑い名人寄席（テレビ東京、2019年1月2日）
- 雑学王（テレビ朝日、2019年4月1日）
- 東北魂TV（BSフジ、2019年8月11日）
- じゃじゃじゃじゃ〜ン!（フジテレビ、2019年9月28日）
- じゃない方の彼女（テレビ東京、2021年10月18日）

### CM
- サントリー「ザ・モルツ」キャンペーン(2016年10月-)
- 小学館「サンデーうぇぶり」（2018年10月 - ）
- 森永製菓「DARS」（2019年10月 - ）

### 映画
- くも漫。（2017年） - 主演・中川学 役[36]
- 映画 プリキュアミラクルユニバース（2019年） - 宇宙警備隊隊員 役（声の出演）[37]

### ラジオ
- マイナビ Laughter Night（TBSラジオ、2015年11月7日、2016年2月13日・7月9日、2017年2月25日・6月23日）
- サンドウィッチマンの天使のつくり笑い（NHKラジオ第1、2015年12月1日）
- らじらー! サタデー（NHKラジオ第1、2015年12月5日）
- 爆笑問題の日曜サンデー（TBSラジオ、2016年1月24日・2月14日（コメントのみ）、2017年1月22日・3月5日・7月16日・7月23日、2018年1月21日、2019年1月20日・2月3日）
- レコメン!（文化放送、2016年2月2日・4月27日）
- AVALON（J-WAVE、2016年8月4日、2017年6月12日）
- 大竹まこと ゴールデンラジオ!（文化放送、2017年1月19日）
- 9ジラジ（広島FM、2017年4月19日）
- 平成ラヂオバラエティごぜん様さま（RCCラジオ、2017年4月20日）
- 高橋みなみの これから、何する?（TOKYO FM、2017年11月28日、2018年3月19日）
- GOLD RUSH（J-WAVE、2018年2月16日）
- monaka（NACK5、2018年3月13日）
- Young Blood（InterFM、2018年3月17日）
- TALK ABOUT（TBSラジオ、2018年4月14日）
- 火曜JUNK爆笑問題カーボーイ（TBSラジオ、2018年7月3日）
- 千葉ドリーム!もぎたてラジオ（TBSラジオ、2019年2月10日）
- らくごのデンパ（文化放送、2019年2月24日・3月3日）

### インターネット
- 脳みそ夫 こんちわ〜すワールド（YouTube）
- みそチャレ!（YouTube）
- ひとり芸日本一決定戦「R-1ぐらんぷり2016」２夜連続決勝直前スペシャル 1夜目（ニコニコ生放送、2016年3月4日）
- 「R-1ぐらんぷり2016」復活ステージから決勝ウラ実況まで全部見せますニコ生SP（ニコニコ生放送、2016年3月6日）
- ニコラジ（ニコニコ生放送、2016年3月21日・7月21日）
- 日本エレキテル連合の感電パラレル（YouTube）[38]
- 芸人改造計画（AbemaTV、2016年12月15日、2017年1月14日）
- あやまおうのリニューアルしたよ。（LoGiRL、2017年1月12日）
- サイサイてれび！おちゃの娘サイサイ生配信（LoGirl、2017年1月31日）
- アベマショーゴ～キテる人フカボリSHOW～（AbemaTV、2017年2月2日）
- ひとり芸日本一決定戦「R-1ぐらんぷり2017」決勝直前ニコ生スペシャル～第1夜～（ニコニコ生放送、2017年2月26日）
- 「R-1ぐらんぷり2017」復活ステージから決勝ウラ実況まで全部見せますニコ生ＳＰ（ニコニコ生放送、2017年2月28日）
- ホントに知ってる？！デスノートで女子会デス！（Periscope、2017年4月11日）
- 【VAMPS】ニューアルバム『UNDERWORLD』 SPECIAL WEEK ～DAY 7～メンバー生出演特番（ニコニコ生放送、2017年4月26日）
- 中村舞子の相談まいちゅーぶ（YouTube）[39]
- 【脳みそ夫】祝メジャーデビュー記念 脳みそ夫のニコ生やってみたかったっす（ニコニコ生放送、2018年3月6日）
- ニコニコ超会議2018（ニコニコ生放送、2018年4月29日）
- 今日、好きになりました。（AbemaTV、2018年8月27日）

## DVD
- くも漫。（2017年10月3日 発売元・販売元：ギャガ）
- 『脳みそ夫 単独公演「こんちわ～すクラブ」』（2017年10月18日 発売元：コンテンツリーグ 販売元：ソニー・ミュージックマーケティング）

## CD
- 『脳みそ夫体操』(2018年3月7日　販売元：ポニーキャニオン) 脳みそ夫自身が作詞・作曲を担当。『みそチャレ！』の企画で、この曲のサビの部分のフリである「脳みそ夫コンボ」を1000人と踊るという課題をクリアし、CDデビューが決まった[40]。